# Nantilly
Nantilly ist eine Gemeinde im französischen Département Haute-Saône in der Region Bourgogne-Franche-Comté.

## Geographie
Nantilly liegt auf einer Höhe von 199 m über dem Meeresspiegel, fünf Kilometer westlich von Gray und etwa 39 Kilometer ostnordöstlich der Stadt Dijon (Luftlinie). Das Dorf erstreckt sich im äußersten Westen des Départements, westlich des Saônetals, in der Talniederung beidseits der Soufroide.
Die Fläche des genau 10,00 km² großen Gemeindegebiets umfasst einen Abschnitt im Bereich der Ebene von Gray. Von Nordwesten nach Südosten wird das Gebiet von der Talniederung der Soufroide durchquert, die für die Entwässerung zur Saône sorgt. Die Talaue ist maximal einen Kilometer breit, liegt durchschnittlich auf 195 m und bildete früher eine Moorniederung. Flankiert wird das Tal der Soufroide auf beiden Seiten von einem Plateau, das eine Höhe von ungefähr 230 m erreicht. Es wird durch verschiedene Mulden untergliedert, die sich zur Soufroide hin öffnen. Diese Hochfläche besteht aus einer Wechsellagerung von kalkigen und sandig-mergeligen Sedimenten der oberen Jurazeit und des Tertiärs. Sie wird überwiegend landwirtschaftlich genutzt. Auf einer Kuppe ganz im Norden wird mit 243 m die höchste Erhebung von Nantilly erreicht. Die östliche Abgrenzung bildet das Waldgebiet des Bois Guyot (bis 232 m). Nach Südwesten erstreckt sich das Gemeindeareal bis in die ausgedehnte Waldung des Bois de Poyans.
Nachbargemeinden von Nantilly sind Bouhans-et-Feurg und Chargey-lès-Gray im Norden, Arc-lès-Gray im Osten, Mantoche im Süden sowie Poyans im Westen.

## Geschichte
Das Gemeindegebiet von Nantilly war vermutlich bereits im Paläolithikum besiedelt. Durch das Gebiet führte zur Römerzeit der Verkehrsweg von Besançon nach Langres. Bei Ausgrabungen wurden verschiedene Überreste und Fundstücke aus der gallorömischen Epoche zutage gefördert, darunter Mauerfundamente, römische Münzen und Keramikfragmente. Aus der Merowingerzeit stammt ein Gräberfeld.
Erwähnt wird Nantilly im Jahr 1055 im Rahmen einer Schenkung an das Kloster Bèze. Im Mittelalter gehörte das Dorf zur Freigrafschaft Burgund und darin zum Gebiet des Bailliage d’Amont. Die lokale Herrschaft hatten zu dieser Zeit die Herren von Autrey inne. Im Jahr 1569 wurde Nantilly von Truppen des Herzogs von Zweibrücken geplündert und gebrandschatzt. Zusammen mit der Franche-Comté gelangte das Dorf mit dem Frieden von Nimwegen 1678 definitiv an Frankreich. Durch einen Großbrand wurde 1807 der nördliche Dorfteil zerstört. Ende des 19. Jahrhunderts wurde Nantilly mit der Eröffnung der Bahnlinie von Gray nach Is-sur-Tille an das Verkehrsnetz der französischen Eisenbahnen angeschlossen. Heute ist Nantilly Mitglied des 16 Ortschaften umfassenden Gemeindeverbandes Communauté de communes Val de Gray.

## Sehenswürdigkeiten
Die Dorfkirche von Nantilly wurde 1770 neu erbaut und beherbergt Schmiedearbeiten von 1766 sowie Mobiliar und Gemälde aus dem 18. und 19. Jahrhundert. In der Nähe des ehemaligen Bahnhofs steht ein Calvaire aus dem Jahr 1827. Zu den weiteren beachtenswerten Bauwerken zählen ein Lavoir von 1841, die Steinbrücke über die Soufroide aus dem 18. Jahrhundert und das Schloss, in dem heute ein Hotel mit Restaurant untergebracht ist.

## Bevölkerung
| Jahr                       | 1962 | 1968 | 1975 | 1982 | 1990 | 1999 |
| Einwohner                  | 257  | 251  | 330  | 422  | 456  | 452  |
| Quellen: Cassini und INSEE |      |      |      |      |      |      |

Mit 511 Einwohnern (2004) gehört Nantilly zu den kleineren Gemeinden des Département Haute-Saône. Nachdem die Einwohnerzahl in der ersten Hälfte des 20. Jahrhunderts deutlich abgenommen hatte (1886 wurden noch 411 Personen gezählt), wurde seit Beginn der 1970er Jahre wieder ein kontinuierliches Bevölkerungswachstum verzeichnet. Seither hat sich die Einwohnerzahl verdoppelt.

## Wirtschaft und Infrastruktur
Nantilly war lange Zeit ein vorwiegend durch die Landwirtschaft (Ackerbau, Obstbau und Viehzucht) geprägtes Dorf. Heute gibt es verschiedene Betriebe des lokalen Kleingewerbes. In den letzten Jahrzehnten hat sich das Dorf zu einer Wohngemeinde gewandelt. Viele Erwerbstätige sind deshalb Wegpendler, die in den größeren Ortschaften im Raum Gray oder in der Agglomeration Dijon ihrer Arbeit nachgehen.
Die Ortschaft liegt abseits der größeren Durchgangsachsen an einer Departementsstraße, die von Arc-lès-Gray nach Autrey-lès-Gray führt. Weitere Straßenverbindungen bestehen mit Mantoche und Poyans. Die Eisenbahnlinie von Gray nach Is-sur-Tille ist stillgelegt. Eine Buslinie verbindet Nantilly mit Gray.